# Adinandra nigroglandulosa
Adinandra nigroglandulosa är en tvåhjärtbladig växtart som beskrevs av L. K. Ling. Adinandra nigroglandulosa ingår i släktet Adinandra och familjen Pentaphylacaceae. Inga underarter finns listade i Catalogue of Life.